# Ornithogalum naviculum
Ornithogalum naviculum ist eine Pflanzenart der Gattung Ornithogalum in der Familie der Spargelgewächse (Asparagaceae). Das Artepitheton naviculum stammt aus dem Lateinischen, bedeutet ‚kleines Boot‘ und verweist auf die bootförmigen Laubblätter.

## Beschreibung
Ornithogalum naviculum ist ein zwergiger Geophyt. Er wächst mit einzelnen, kugelförmigen Zwiebeln. Die verkehrt eiförmigen bis länglich verkehrt eiförmigen, bootförmigen, sukkulenten Laubblätter erscheinen nach den Blüten. Die Blattspreite ist 20 Millimeter lang und 8 Millimeter breit. Sie ist auf der Oberseite längsfurchig und basal stängelumfassend.
Der aufrechte, rispige, bis zu zwölfblütige Blütenstand erreicht eine Länge von bis zu 10 Zentimeter. Der Blütenschaft ist stielrund. Die dreieckig zugespitzten Brakteen sind 3 Millimeter lang. Die Blüten stehen an bis zu 1,5 Zentimeter langen, aufsteigenden Blütenstielen. Die anfangs ausgebreiteten und später plötzlich zurückgebogenen, weißen, schmal eiförmigen Perigonblätter sind 7 Millimeter lang und 2 Millimeter breit. Die Staubblätter sind 5 Millimeter lang. Die Staubfäden sind fadenförmig, der gelbe Fruchtknoten ist verkehrt eiförmig, der Griffel aufrecht und die Narbe kopfig. Die Blütezeit ist der Hochsommer.
Über die Früchte und Samen ist nichts bekannt.

## Systematik und Verbreitung
Ornithogalum naviculum ist im Norden der südafrikanischen Provinz Westkap in der Sukkulenten-Karoo verbreitet.
Die Erstbeschreibung durch Anna Amelia Obermeyer wurde 1978 veröffentlicht.
Ein nomenklatorisches Synonym ist Eliokarmos naviculus (W.F.Barker ex Oberm.) Mart.-Azorín, M.B.Crespo & Juan (2011).

## Nachweise